# Margin Call
Margin Call és un film dramàtic independent estatunidenc, del 2011, amb direcció i guió de J. C. Chandor, protagonitzat per Kevin Spacey, Paul Bettany, Jeremy Irons, Zachary Quinto, Penn Badgley, Simon Baker, Demi Moore i Stanley Tucci. La pel·lícula es basa principalment en les hores més crítiques de la crisi financera que es va produir el 2007. Es va estrenar el gener del 2011 al Festival de Cinema de Sundance. Nominada per l'Oscar al millor guió original.

## Argument
Tardor de 2008 a Nova York, les hores prèvies a l'esclat de la crisi financera mundial. Els empleats d'una banca d'inversió descobreixen actius tòxics que els poden conduir a la fallida. Començaran a prendre mesures per treure-se'ls de sobre, conscients de la reacció en cadena que provocarà.

## Producció
Chandor va debutar com a director amb Margin Call, amb un ampli grup d'actors de renom, incloent-hi Jeremy Irons, Demi Moore, Kevin Spacey, Zachary Quinto i Stanley Tucci. També firmà el guió del film, que va escriure en els dies posteriors a la fallida de Lehman, amb un esforç per comprendre el cantó humà d'una crisi financera, tot evitant-ne una simplificació excessiva. La pel·lícula es va presentar a competició 61è Festival Internacional de Cinema de Berlín i va ser nominada a l'Os d'Or.

## Repartiment

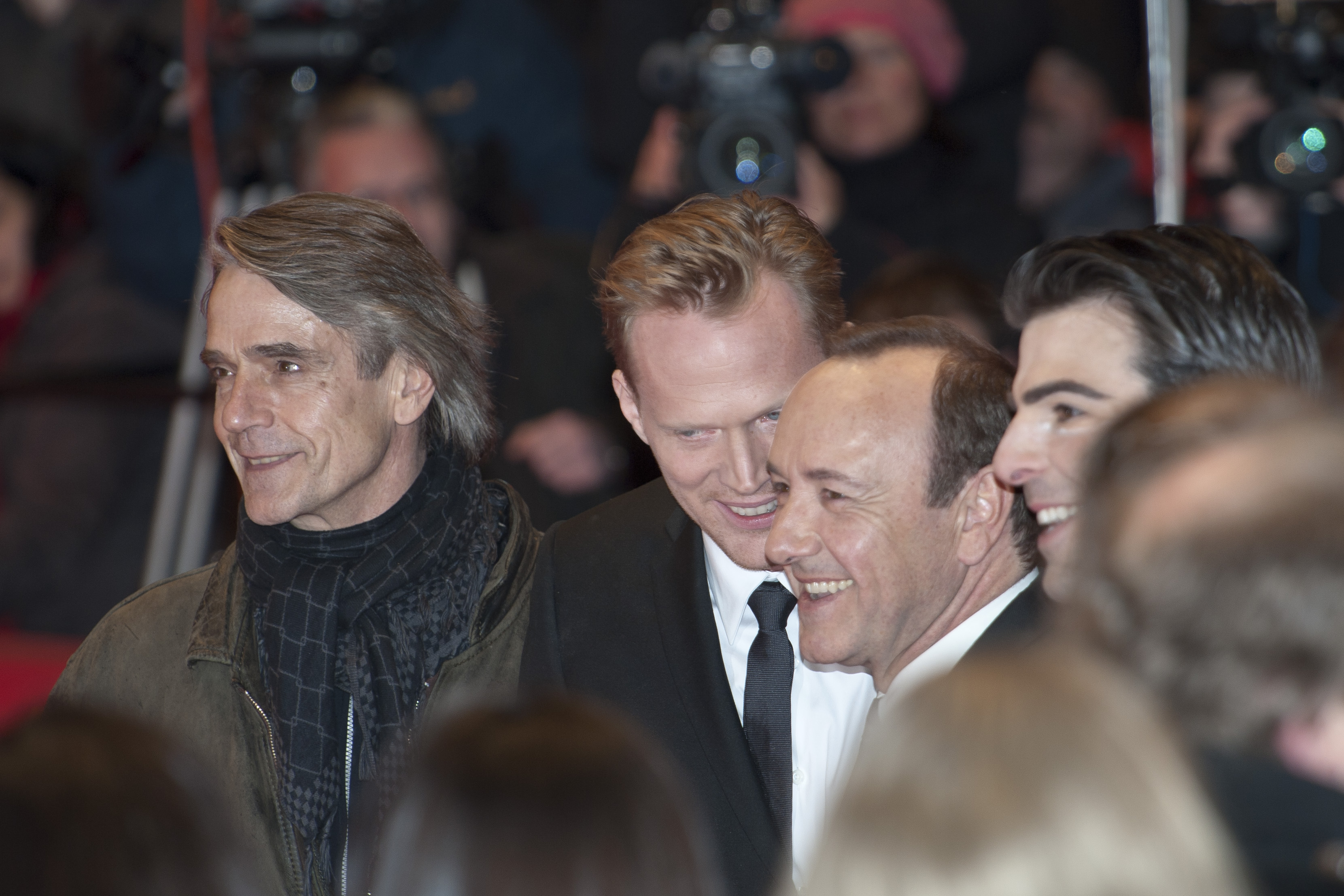
Jeremy Irons, Paul Bettany, Kevin Spacey i Zachary Quinto (d'esquerra a dreta) al Festival de Berlín (2011)

- Kevin Spacey: Sam Rogers
- Demi Moore: Sarah Robertson
- Jeremy Irons: John Tuld
- Paul Bettany: Will Emerson
- Stanley Tucci: Eric Dale
- Zachary Quinto: Peter Sullivan
- Simon Baker: Jared Cohen
- Penn Badgley: Seth Bregman
- Aasif Mandvi: Ramesh Shah
- Mary McDonnell: Mary Rogers
- Ashley Williams: Heather Burke
- Susan Blackwell: Lauren Bratberg
- Al Sapienza: Louis Carmelo

## Al voltant de la pel·lícula
El projecte inicial va ser obra de Before the Door Pictures, la productora de l'actor Zachary Quinto, assolint un pressupost final de 3,5 milions de dòlars. La recaptació global de la pel·lícula va ser de 19,5 milions de dòlars, distribuïts en 5,4 milions als Estats Units i 14,1 milions a la resta del món.
El terme financer Margin Call respon a la trucada del broker quan alerta a l'inversor que afegeixi més diners per tractar de cobrir el seu marge o fiança quan ja no és suficient per cobrir les pèrdues potencials.

### Crítiques
La pel·lícula va rebre crítiques positives dels crítics, obtenint una qualificació del 88% a l'agregador Rotten Tomatoes, sobre un total de 155 anàlisis. Suggeridor drama, elegant en són alguns dels qualificatius recollits.

### Premis i Nominacions
- Premis Independent Spirit 2012:[8]
  - Robert Altman Award
  - Millor primera pel·lícula
  - Nominació a millor primer guió
- 84 edició Premis Oscar
  - Nominació al millor guió original
- Berlinale 2011
  - Selecció oficial per l'Os d'Or